# سايفا دوبكا
كهف سايفا دوبكا (بالبلغارية: Съева дупка)‏ هو كهف يقع شمال بلغاريا بالقرب من قرية بريستنيتسا، مقاطعة لوفتش. ويتكون الكهف من باحات تمتد لـ400 مترًا. واستضاف الكهف العديد من عروض فرق الكورال الموسيقية.